# Gisela van Beieren
Gisela van Beieren (Abbach, circa 984/985 - Passau, 7 mei 1060) was van 1000 tot 1038 de eerste koningin-gemalin van Hongarije. Ze behoorde tot het huis der Liudolfingen en werd door de Rooms-Katholieke Kerk zalig verklaard.

## Levensloop
Gisela was de oudste dochter van hertog Hendrik II van Beieren uit diens huwelijk met Gisela, dochter van koning Koenraad van Bourgondië, en een zus van keizer Hendrik II de Heilige van het Heilige Roomse Rijk. Ze kreeg een heel vrome opvoeding, vermoedelijk onder het toezicht van bisschop Wolfgang van Regensburg.
In 996 huwde ze met Stefanus I (975-1038), vanaf het jaar 1000 de eerste koning van Hongarije. Dit betekende het beginpunt van de Hongaarse opening naar het westen. Het echtpaar kreeg een zoon Emmerik (1007-1031), die stierf tijdens het jagen op wilde zwijnen. Als eerste koningin-gemalin van Hongarije speelde Gisela een fundamentele rol in de verspreiding van het christelijke geloof en de westerse cultuur in het land, waarmee ze zich niet populair maakte bij de overwegend heidense Hongaarse adel. Ook ontfermde ze zich over Eduard Ætheling, die na de dood van zijn vader, de Angelsaksische koning Edmund Ironside, onder de bescherming van Stefanus I van Hongarije werd geplaatst.
Na de dood van haar echtgenoot in 1038 werd Gisela gevangengenomen door de nieuwe Hongaarse koning Peter Orseolo. Nadat Rooms-Duits koning Hendrik III in 1042 haar vrijlating kon bedingen, keerde ze samen met haar gevolg en een groot aantal Beierse kolonisten in Hongarije terug naar haar moederland. Eerst was Gisela een tijdlang zuster in het klooster van Kochel am See, alvorens ze abdis werd in het Benedictinessenklooster Niedernburg in Passau. Ook wordt ze gezien als de stichtster van de Domkerk in Veszprém.
Gisela van Beieren overleed in 1060 in het klooster van Niedernburg. Na haar dood werd ze vereerd als zalige. Nadat in de 18e eeuw een mislukte poging werd ondernomen om haar heilig te verklaren, werd ze in 1975 formeel zalig verklaard, met 7 mei en 1 februari als feestdagen. Haar graf in de Kathedraal van Veszprém werd een belangrijk pelgrimsoord in Hongarije en sinds 1995 bevinden zich in Veszprém ook relieken van Gisela van Beieren. Bovendien liet ze het Giselakraus vervaardigen, een kruis dat bij het graf van haar moeder in Regensburg werd geplaatst.